# Aérodrome de Gods River
L'aéroport de Gods River est situé à 1,9 km à Gods River au Manitoba au Canada.

## Ligne aérienne et destinations
| Ligne aérienne          | Destinations                                      |
| ----------------------- | ------------------------------------------------- |
| Perimeter Aviation (en) | Gods Lake Narrows, Shamattawa, Thompson, Winnipeg |